# Arthur Greiser
Arthur Greiser (22. januar 1897 – 14. juli 1946) var nazist, SS-Obergruppenführer og hovedansvarlig for organisering af Holocaust i Polen. Fra august 1914 gjorde han under første verdenskrig tjeneste som pilot i flåden. Greiser blev medlem af nazipartiet og partiets stormtropper 1. november 1929. Han blev medlem af SS 30. juni 1931.
Efter anden verdenskrig blev han dømt til døden ved hængning for sine krigsforbrydelser. 